# Desaparición de Michelle Lewis
Michelle Coral Lewis era una joven australiana de veintiún años que desapareció la noche del 14 de enero de 1989 mientras regresaba a casa en bicicleta de montaña después de pasar un rato en casa de una amiga en el suburbio de Kawana, en la ciudad regional australiana de Rockhampton, en Queensland.
En 2022, el Gobierno de Queensland ofreció una recompensa de 500 000 dólares por información sobre la desaparición de Lewis.

## Trasfondo

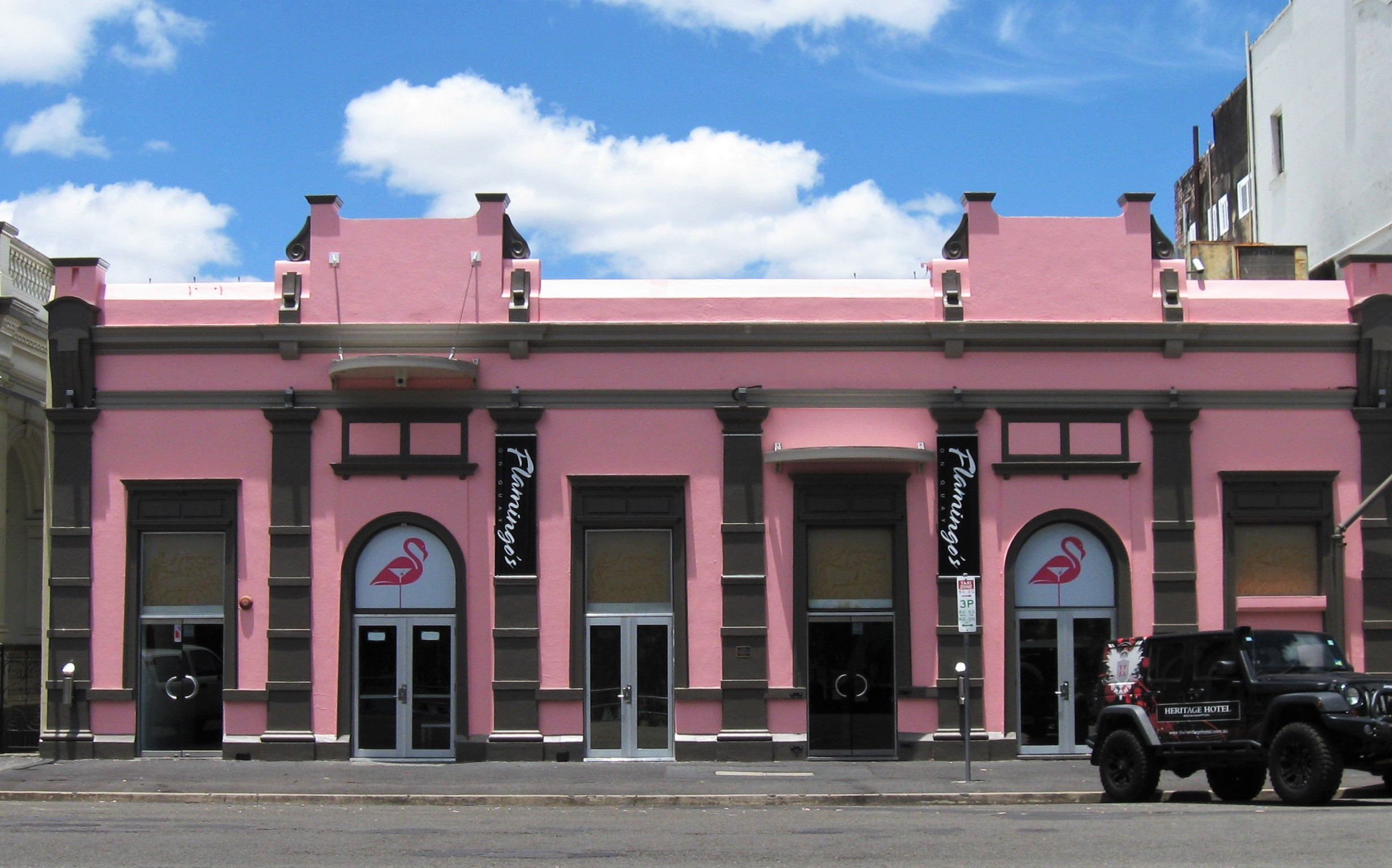
Flamingo's, local del que Michelle Lewis era asidua a finales de los años ochenta.

Nacida en 1967, Lewis había sido abandonada por su madre cuando tenía pocas semanas de vida, y posteriormente criada por su abuela. Lewis asistió al instituto Glenmore State High School y fue descrita como una "marimacho", "muy independiente" y amiga de un puñado de chicas.
Cuando la abuela de Lewis murió, Adeline "Dell" Salhus acogió a Lewis. Los hijos adultos de Salhus vivían en Tully, pero su nieto Kenny Harris, de 19 años y con parálisis cerebral, vivía con ella en el momento de la desaparición de Lewis. Lewis y Harris se hicieron amigos y se decía que se protegían mutuamente.
Tras dejar la escuela, Lewis trabajó en varias empleos, entre ellas en una pocilga y en un taller de chapistería. Antes de su desaparición, se sabía que Harris y Lewis eran asiduos de la popular discoteca Flamingo's, en el centro de la ciudad.

## Desaparición

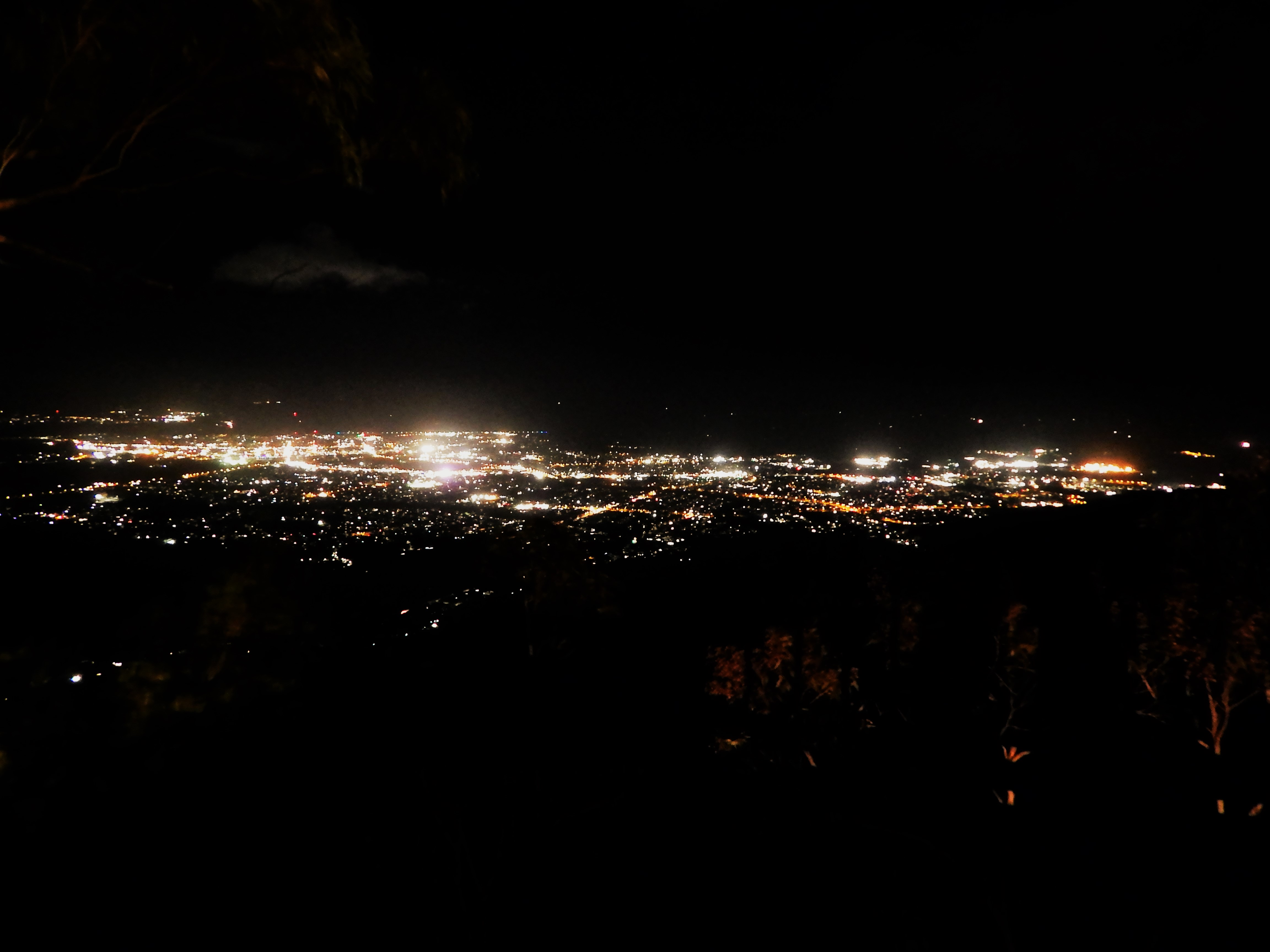
Las luces de la ciudad de Rockhampton, donde Michelle Lewis desapareció la noche del 14 de enero de 1989.

Lewis había pasado aproximadamente cuatro años viviendo con su madre de acogida antes de su desaparición.
La noche del 14 de enero de 1989, Lewis había estado con su amiga Kerry Bartley viendo películas en la casa de ésta en Stenlake Avenue, en el suburbio de Kawana. Lewis y Bartley eran amigas desde que se hicieron vecinas cuando ambas tenían 13 años.
Alrededor de las 22:45 horas, Lewis salió de casa de Bartley en una bicicleta de montaña Malvern Star de color granate y blanco, con una camiseta de tirantes teñida de rosa (con la palabra "SURF" impresa en la parte delantera en letras amarillas) y un par de pantalones cortos, con la intención de recorrer una corta distancia hasta su casa en Alexandra Street.
Fue la última vez que se vio a Lewis o a su bicicleta de montaña.
Cuando Salhus se despertó la mañana del 15 de enero de 1989 y no encontró ni rastro de su hija adoptiva ni de su bicicleta, denunció la desaparición de Lewis.
Harris, angustiado, la buscó en muchos lugares y se "obsesionó" con encontrarla, llegando incluso a presentarse en lugares donde la policía estaba buscando para verlos trabajar. Cuando le preguntaban qué hacía allí, respondía: "Es mi compañera".

## Investigación
Se puso en marcha una importante investigación policial, dirigida por la detective Ann Gumley, pero a pesar del gran número de entrevistas realizadas y declaraciones obtenidas, la policía no encontró indicios de cómo había desaparecido Lewis.
Hablando sobre el caso en 2013, Gumley dijo: "Si encuentran esa bicicleta, encontrarán a Michelle".
Un hombre telefoneó a la comisaría de Rockhampton el 18 de febrero de 1989 y afirmó tener información relacionada con la desaparición de Lewis, pero colgó antes de que los detectives pudieran hablar con él. En 2022, la policía instó a esta persona a que volviera a ponerse en contacto con ellos.
El caso se revisó en 1999 como parte de la investigación sobre el asesino en serie de Rockhampton, Leonard John Fraser, pero no había información que sugiriera que había estado implicado. Fraser cumplía condena por violación en el momento de la desaparición de Lewis, pero se sugirió que en ocasiones salía de centros penitenciarios con poca seguridad.
Tras los llamamientos de Gumley para que la Unidad de Investigación de Casos Sin Resolver de Homicidios volviera a examinar el caso, el equipo comenzó a revisar la investigación de Michelle Lewis en 2021.
En 2022, la detective sargento Tara Kentwell dijo que confiaban en que el caso podría resolverse, pero la policía ahora sospechaba firmemente que Lewis había sido asesinada alrededor del momento en que desapareció.
El nieto de Salhus, Kenny Harris, se trasladó de nuevo a Tully, donde fue asesinado a golpes en enero de 2003 por haber cogido su automóvil sin permiso por su empleador Shaun Danny Dennis, de 41 años, que fue condenado a cadena perpetua tras ser declarado culpable por el Tribunal Supremo de Cairns en abril de 2004.
Salhus había querido escribir un libro sobre su hija adoptiva, pero falleció en 2012.

## Recompensa
Durante la Semana Nacional de las Personas Desaparecidas de 2022, el Gobierno de Queensland anunció que se ofrecía una recompensa de 500 000 dólares a quien diera información sobre el presunto asesinato de Lewis que condujera a la condena de la persona o personas responsables.
La cuantiosa recompensa suscitó un considerable interés en los medios de comunicación.